# Bahnstrecke Don Mueang–U-Tapao
| Bahnhof Makkasan |                      |                                     |                                     |
| Streckenlänge: | 220 km               |                                     |                                     |
| Spurweite: | 1435 mm (Normalspur) |                                     |                                     |
| Stromsystem: | 25 kV, 50 Hz ~       |                                     |                                     |
| Streckengeschwindigkeit: | 250 km/h             |                                     |                                     |
| Zweigleisigkeit: | durchgehend          |                                     |                                     |
| |                      |                                     |                                     |
| \| \| \| Don Mueang \| \| \| \| Krung Thep Aphiwat Central Terminal \| \| \| \| Makkasan \| \| \| \| Suvarnabhumi \| \| \| \| Chachoengsao \| \| \| \| Chonburi \| \| \| \| Si Racha \| \| \| \| Pattaya \| \| \| \| U-Tapao \| |                      |                                     |                                     |
| Kopfbahnhof Streckenanfang (Strecke außer Betrieb) |                      | Don Mueang                          | Don Mueang                          |
| Bahnhof (Strecke außer Betrieb) |                      | Krung Thep Aphiwat Central Terminal | Krung Thep Aphiwat Central Terminal |
| Bahnhof (Strecke außer Betrieb) |                      | Makkasan                            | Makkasan                            |
| Bahnhof (Strecke außer Betrieb) |                      | Suvarnabhumi                        | Suvarnabhumi                        |
| Bahnhof (Strecke außer Betrieb) |                      | Chachoengsao                        | Chachoengsao                        |
| Bahnhof (Strecke außer Betrieb) |                      | Chonburi                            | Chonburi                            |
| Bahnhof (Strecke außer Betrieb) |                      | Si Racha                            | Si Racha                            |
| Bahnhof (Strecke außer Betrieb) |                      | Pattaya                             | Pattaya                             |
| Kopfbahnhof Streckenende (Strecke außer Betrieb) |                      | U-Tapao                             | U-Tapao                             |

Die Bahnstrecke Don Mueang–U-Tapao, auch als Three-airport rail link (deutsch Drei-Flughafen-Bahnverbindung) bezeichnet, ist eine in Thailand geplante Hochgeschwindigkeitsstrecke.

## Verlauf
Die Strecke soll zwischen den beiden bei Bangkok gelegenen Flughäfen Don Mueang und Suvarnabhumi einerseits und dem bei der Touristenhochburg Pattaya gelegenen Flughafen U-Tapao andererseits entstehen. Sie wird 220 km lang und soll mit bis zu 250 km/h befahren werden.  Diese Strecke könnte über Rayong bis nach Trat zur thailändisch-kambodschanischen Grenze verlängert werden. Unklar ist ob zwischen Phaya Thai und dem Flughafen Bangkok-Suvarnabhumi die zweigleisige Strecke des Suvarnabhumi Airport Rail Link (ARL) genutzt werden soll oder eine neue Trasse parallel zum Airport Rail Link gesetzt wird.
Diese als Hochbahn ausgeführte Bestandstrecke hat eine Länge von 28,5 km. Die Verbindung Don Mueang nach Krung Thep Aphiwat Central Terminal wird bereits durch die Hochgeschwindigkeitsstrecke Bangkok–Nakhon Ratchasima (Phase 1) erstellt.

## Geschichte
Der Three-airport rail link ist Teil des Thai-Chinese High-speed Rail Project (Thai-chinesisches Hochgeschwindigkeits-Schienen-Projekt) und als Public Private Partnership (Öffentlich-private Partnerschaft) konzipiert. Der private Partner dabei ist das Asia Era One-Konsortium unter der Führung von Charoen Pokphand. Die Konzession hat eine Laufzeit von 50 Jahren. Die Kosten werden auf 6,6 Mrd. Euro beziffert. Am Bau ist die China Railway Construction beteiligt. Die Eröffnung war ursprünglich für 2024 geplant, ist aber auf 2029 verschoben.
Der Vertrag wurde ursprünglich im Oktober 2019 unterzeichnet und beinhaltete den Betrieb des ARL. Weil dort während der Covid-19-Pandemie die Passagierzahlen einbrachen, forderte Asia Era One daraufhin eine Entschädigung. Die wurde im Rahmen einer Vertragsanpassung 2021 gewährt. Trotzdem unterblieb ein Baustart bisher, woraufhin die State Railway of Thailand (SRT) im Dezember 2024 anbot, das Projekt zu übernehmen. Die SRT ist im Frühjahr 2025 an der Ausarbeitung des geänderten Vertrags, der anschließend dem EEC Policy Committee und dem Kabinett zur Genehmigung vorgelegt werden soll. Der neue Vertrag soll nunmehr im Juni 2025 unterzeichnet werden, wobei der Streckenabschnitt am Flughafen U-Tapao priorisiert und Zahlungen an Asia Era One nicht mehr regelmäßig, sondern nur anhand der Baufortschritte ausgezahlt werden sollen.